# Il giorno più bello (film 2022)
Il giorno più bello è un film del 2022 diretto da Andrea Zalone. Remake del film francese C'est la vie - Prendila come viene del 2017.

## Trama
Aurelio è un uomo che ha ereditato dal padre l'attività di organizzazione di matrimoni (wedding planner) di famiglia chiamata "Il giorno più bello" e ha dedicato la sua vita a portare gioia agli altri. Il suo team include l'irritabile e scurrile Adele, che usa droghe per gestire lo stress; Serena, la responsabile del catering e amante di Aurelio, sposata con Giorgio, fotografo e caro amico di Aurelio; il cantante stravagante Billy, ex fidanzato della sposa, Chiara; insieme a una serie di personaggi secondari. E niente andrà come Aurelio aveva pianificato.

## Distribuzione
Il film è stato distribuito nelle sale cinematografiche italiane a partire dal 9 giugno 2022.